# Gian Francesco Galeani Napione
Gian Francesco Galeani Napione   (Torí, 1 de novembre de 1748 - Torí, 12 de juny de 1830) va ser un escriptor piemontès. Prengué part en les polèmiques de la segona meitat del segle xviii sobre la llengua italiana. A Dell’uso e dei pregi della lingua italiana (1791) expressà l’aspiració d’una llengua nacional i unitària.